# Den sidste von And
Den sidste von And er en tegneserie af Don Rosa. Det er første kapitel i Rosas værk Her er dit liv, Joakim, der blev udgivet i 1997.

## Handling
Året er 1877. Det er aftenen før Joakims fødselsdag. Frederik von And har taget sin søn, Joakim med ud for at se von And slottet. Frederik fortæller klanens historie. Men de bliver jaget væk af Vaskervillerne, der har ladet sine får græsse på grunden siden at von And klanen blev jaget væk af Helvedeshunden. Vaskervillerne tager det gamle hundekostume de har brugt til at skræmme von And klanen, frem og jager Frederik og Joakim væk. Næste dag får Joakim et skopudsersæt i gave og begynder at reklamere. Den første kunde Joakim får er grøftegraveren McSennep der har ret beskidte sko! Efter en halv time er han færdig, men McSennep har betalt med en udenlandsk mønt! Der lærte Joakim at passe på svindlere! Han sparede sammen i nogle år til at købe en vogn og en hest så begyndte han at sælge brænde og tørv. Han tog tit ud til von And slottet for at grave tørv. En dag så han Vaskervillerne lede efter hertug McUakksons skat! Han flygtede ind i slottet hvor selveste McUakksons spøgelse viste ham rundt! McUakkson sagde ikke hvem han var, men opfordrede Joakim til at tage til Mississippi, hvor hans onkel Annibal var! Så til sidst tog Joakim til Mississippi med et skib.